# Armées nationales
Liste d'armées nationales contemporaines :
Cette liste est sans doute incomplète et peut-être mal ordonnée. Votre aide est la bienvenue !
| Forces armées actuelles          |                                               | |
| Pays                             | Armée                                         | Composantes |
| Afghanistan                      | Armée nationale afghane                       | - Armée nationale afghane - Afghan Melli-e Ourdou - Voir aussi Catégorie:Forces armées de l'Afghanistan                                                                               |
| Afrique du Sud                   | Forces de défense d’Afrique du Sud            | - Armée de terre sud-africaine - South African Air Force - Marine sud-africaine - Voir aussi Catégorie:Forces armées de l'Afrique du Sud                                              |
| Albanie                          | Forces armées albanaises                      | - Force terrestre albanaise - Armée de l'air de l'Albanie |
| Algérie                          | Armée nationale populaire                     | - Forces terrestres algériennes - Armée de l'air algérienne - Marine de guerre algérienne - Gendarmerie nationale algérienne - Voir aussi Catégorie:Forces armées de l'Algérie        |
| Allemagne                        | Bundeswehr                                    | - Heer - Luftwaffe - Deutsche Marine - Voir aussi Catégorie:Forces armées de l'Allemagne                                                                                              |
| Angola                           | Forces armées angolaises                      | - Force aérienne nationale angolaise - Marine angolaise |
| Antigua-et-Barbuda               | Forces armées antiguaises                     | |
| Arabie saoudite                  | Forces armées saoudiennes                     | - Armée de terre saoudienne - Force aérienne royale saoudienne - Marine royale saoudienne                                                                                             |
| Argentine                        | Forces armées argentines                      | - Armée de terre argentine - Force aérienne argentine - Marine argentine |
| Arménie                          | Forces armées arméniennes                     | - Armée arménienne - Force aérienne arménienne |
| Australie                        | Australian Defence Force                      | - Australian Army - Royal Australian Air Force - Royal Australian Navy - Voir aussi Catégorie:Forces armées de l'Australie                                                            |
| Autriche                         | Bundesheer                                    | - Force aérienne autrichienne |
| Azerbaïdjan                      | Forces armées azerbaïdjanaises                | - Force aérienne azerbaïdjanaise - Marine azerbaïdjanaise - Voir aussi Catégorie:Forces armées de l'Azerbaïdjan                                                                       |
| Belgique                         | Armée belge                                   | - Composante terre - Composante air - Composante marine - Composante médicale - Voir aussi Catégorie:Forces armées de la Belgique                                                     |
| Bénin                            | Forces armées béninoises                      | - Forces navales béninoises |
| Bolivie                          | Forces armées de Bolivie                      | - Force aérienne bolivienne - Forces navales boliviennes |
| Bosnie-Herzégovine               | Forces armées de Bosnie et d'Herzégovine      | - Force aérienne et défense anti-aérienne de Bosnie-Herzégovine |
| Bulgarie                         | Forces armées bulgares                        | - Forces terrestres bulgares - Force aérienne bulgare - Marine bulgare |
| Brésil                           | Forces armées brésiliennes                    | - Exército Brasileiro - Força Aérea Brasileira - Marinha do Brasil - Voir aussi Catégorie:Forces armées du Brésil                                                                     |
| Cameroun                         | Forces armées camerounaises                   | - Marine nationale - Armée de l'air - Gendarmerie nationale |
| Canada                           | Forces canadiennes                            | - Armée de terre canadienne - Aviation royale canadienne - Marine royale canadienne                                                                                                   |
| Chili                            | Armée chilienne                               | - Ejército de Chile - Fuerza Aérea de Chile - Armada de Chile - Carabineros de Chile                                                                                                  |
| Chine                            | Armée populaire de libération                 | - Armée de terre chinoise - Force aérienne chinoise - Marine chinoise - Voir aussi Catégorie:Forces armées de la RPC                                                                  |
| Chypre                           | Garde nationale chypriote                     | - Force aérienne chypriote - Marine chypriote |
| Colombie                         | Forces militaires de Colombie                 | - Armée nationale colombienne - Force aérienne colombienne - Marine nationale colombienne                                                                                             |
| Comores                          | Armée nationale de développement              | |
| Corée du Nord                    | Armée populaire de Corée                      | - Forces terrestres populaires de Corée - Force aérienne populaire de Corée - Marine populaire de Corée                                                                               |
| Corée du Sud                     | Forces armées sud-coréennes                   | - Force terrestre sud-coréenne - Force aérienne sud-coréenne - Marine de la république de Corée                                                                                       |
| Côte d'Ivoire                    | Forces armées de Côte d'Ivoire                | - Forces terrestres de Côte d'Ivoire - Force aérienne de Côte d'Ivoire - Force maritime de Côte d'Ivoire - Gendarmerie nationale de Côte d'Ivoire                                     |
| Croatie                          | Forces armées de la république de Croatie     | - Forces terrestres de la république de Croatie - Aviation militaire et la défense aérienne croates - Marine militaire croate - Voir aussi Catégorie:Forces armées de la Croatie      |
| Danemark                         | Forces armées danoises                        | - Armée de l'air royale danoise - Marine royale danoise |
| Espagne                          | Forces armées espagnoles                      | - Ejército de Tierra - Ejército del aire - Armada espagnole |
| Estonie                          | Forces armées estoniennes                     | - Armée de terre estonienne - Force aérienne estonienne - Marine estonienne |
| États-Unis                       | Forces armées des États-Unis                  | - United States Army - United States Air Force - United States Navy - United States Marine Corps - US Coast Guard - Voir aussi Catégorie:Forces armées des États-Unis                 |
| Fidji                            | Forces militaires de la république des Fidji  | - Marine des Fidji |
| Finlande                         | Forces armées finlandaises                    | - Force terrestre finlandaise - Force aérienne finlandaise - Marine finlandaise |
| France                           | Forces armées françaises                      | - Armée de terre française - Armée de l'air et de l'espace française - Marine nationale française - Gendarmerie nationale française - Voir aussi Catégorie:Forces armées de la France |
| Gabon                            | Forces armées gabonaises                      | - Armée de terre gabonaise - Armée de l'air gabonaise - Marine nationale |
| Géorgie                          | Forces armées géorgiennes                     | - Force aérienne géorgienne - Marine géorgienne |
| Grèce                            | Forces armées grecques                        | - Armée hellénique - Force aérienne grecque - Marine de guerre hellénique - Voir aussi Catégorie:Forces armées de la Grèce                                                            |
| Honduras                         | Forces armées du Honduras                     | - Armée de terre hondurienne (es) - Force aérienne hondurienne - Marine hondurienne (es) - Voir aussi Catégorie:Forces armées du Honduras                                             |
| Hongrie                          | Forces armées hongroises                      | - Forces terrestres hongroises - Force aérienne de Hongrie |
| Inde                             | Forces armées indiennes                       | - Armée de terre indienne - Indian Air Force - Marine indienne - Voir aussi Catégorie:Forces armées de l'Inde                                                                         |
| Indonésie                        | Forces armées indonésiennes                   | - Force terrestre indonésienne - Force aérienne indonésienne - Marine indonésienne |
| Irak                             | Forces armées irakiennes                      | - Force aérienne irakienne - Marine irakienne |
| Iran                             | Forces armées iraniennes                      | - Force terrestre - Force aérienne - Marine iranienne - Gardiens de la Révolution islamique - Voir aussi Catégorie:Forces armées de l'Iran                                            |
| Israël                           | Armée de défense d'Israël                     | - Forces terrestres israéliennes - Force aérienne et spatiale israélienne - Marine israélienne - Voir aussi Catégorie:Forces armées d'Israël                                          |
| Italie                           | Forces armées italiennes                      | - Armée de terre italienne - Aeronautica militare - Marina militare - Carabinieri - Voir aussi Catégorie:Forces armées de l'Italie                                                    |
| Japon                            | Forces japonaises d'autodéfense               | - Force terrestre d'autodéfense japonaise - Force aérienne d'autodéfense japonaise - Force maritime d'autodéfense japonaise - Voir aussi Catégorie:Forces armées du Japon             |
| Kirghizistan                     | Forces armées kirghizes                       | - Armée kirghize |
| Lettonie                         | Forces armées lettones                        | - Force aérienne lettonne - Forces navales lettones |
| Liban                            | Forces armées libanaises                      | - Forces terrestres libanaises - Forces aériennes libanaises - Forces navales libanaises - Voir aussi Catégorie:Forces armées du Liban                                                |
| Lituanie                         | Forces armées lituaniennes                    | - Force aérienne militaire lituanienne - Force navale lituanienne - Union des Tireurs de Lituanie (paramilitaire)                                                                     |
| Luxembourg                       | Forces armées luxembourgeoises                | - Voir aussi Catégorie:Forces armées du Luxembourg |
| Madagascar                       | Forces armées de Madagascar                   | - Marine de Madagascar |
| Malaisie                         | Forces armées malaisiennes                    | - Armée de l'air royale de Malaisie - Marine royale malaisienne |
| Mali                             | Forces armées et de sécurité du Mali          | - Armée de l'air du Mali - Garde nationale du Mali - Gendarmerie nationale malienne                                                                                                   |
| Maroc                            | Forces armées royales                         | - Armée royale - Forces aériennes royales - Marine royale - Voir aussi Catégorie:Forces armées du Maroc                                                                               |
| Moldavie                         | Forces armées moldaves                        | - Force terrestre moldave - Force aérienne moldave |
| Monaco                           | Forces armées monégasques                     | |
| Nouvelle-Zélande                 | New Zealand Defence Force                     | - New Zealand Army - Royal New Zealand Air Force - Royal New Zealand Navy |
| Pakistan                         | Forces armées du Pakistan                     | - Armée de terre pakistanaise - Forces aériennes pakistanaises - Marine pakistanaise                                                                                                  |
| Papouasie-Nouvelle-Guinée        | Force de Défense de Papouasie-Nouvelle-Guinée | - Élément d'Opérations terrestres - Élément d'Opérations maritimes - Élément d'Opérations aériennes                                                                                   |
| Pays-Bas                         | Forces armées néerlandaises                   | - Armée de l'air royale néerlandaise - Koninklijke Marine |
| Philippines                      | Forces armées philippines                     | - Philippine Army - Philippine Air Force - Philippine Navy |
| Pologne                          | Forces armées polonaises                      | - Force terrestre polonaise - Force aérienne de la République polonaise - Marine polonaise                                                                                            |
| Portugal                         | Forces armées portugaises                     | - Exército - Força Aérea - Marinha |
| République démocratique du Congo | Forces armées de la RDC                       | - Armée de terre - Force aérienne - Marine nationale - Gendarmerie nationale |
| Roumanie                         | Armée roumaine                                | - Forces terrestres roumaines - Force aérienne roumaine - Marine militaire roumaine                                                                                                   |
| Royaume-Uni                      | Forces armées britanniques                    | - British Army - Royal Air Force - Royal Navy |
| Russie                           | Forces armées de la fédération de Russie      | - Armée de terre russe - Force aérienne russe - Marine russe |
| Rwanda                           | Forces rwandaises de défense                  | |
| Saint-Christophe-et-Niévès       | Saint Kitts and Nevis Defence Force           | |
| Salvador                         | Forces armées du Salvador                     | - Armée de terre du Salvador - Force aérienne salvadorienne - Force navale salvadorienne - Voir aussi Catégorie:Forces armées du Salvador                                             |
| Sénégal                          | Forces armées du Sénégal                      | - Armée de terre sénégalaise - Armée de l'air sénégalaise - Marine sénégalaise - Voir aussi Catégorie:Forces armées du Sénégal                                                        |
| Serbie                           | Forces armées serbes                          | - Armée de terre - Armée de l'air serbe |
| Singapour                        | Forces armées de Singapour                    | - Force aérienne de la république de Singapour - Marine de Singapour |
| Soudan du Sud                    | Forces de défense du peuple sud-soudanais     | |
| Suisse                           | Armée suisse                                  | - Forces terrestres - Forces aériennes suisses |
| Taïwan                           | Forces armées de la république de Chine       | - Armée de terre de la république de Chine - Force aérienne de la république de Chine - Marine de la république de Chine                                                              |
| Togo                             | Forces armées togolaises                      | - Armée de terre togolaise - Armée de l'air togolaise - Marine togolaise - Gendarmerie nationale togolaise                                                                            |
| Tonga                            | Services de Défense de Tonga                  | - Marine de Tonga |
| Tunisie                          | Armée tunisienne                              | - Armée de terre tunisienne - Armée de l'air tunisienne - Marine nationale tunisienne                                                                                                 |
| Turquie                          | Forces armées turques                         | - Armée de terre turque - Force aérienne turque - Marine turque - Voir aussi Catégorie:Forces armées de la Turquie                                                                    |
| Ukraine                          | Forces armées ukrainiennes                    | - Armée de terre ukrainienne - Force aérienne ukrainienne - Marine ukrainienne |
| Vatican                          | Garde suisse pontificale                      | |
| Venezuela                        | Forces armées vénézuéliennes                  | - Armée de terre vénézuélienne - Aviation nationale du Venezuela - Marine vénézuélienne                                                                                               |
| Vietnam                          | Armée populaire vietnamienne                  | - Force aérienne populaire vietnamienne - Marine populaire vietnamienne |

| Forces armées actuelles des États de facto indépendants et d'autres forces armées des États de jure |                                                             |
| Localisation                                                                                        | Armée                                                       |
| Abkhazie                                                                                            | Forces armées d'Abkhazie                                    |
| Chypre du Nord                                                                                      | Force de sécurité de la république turque de Chypre du Nord |
| Haut-Karabagh                                                                                       | Forces armées du Haut-Karabagh                              |
| Kosovo                                                                                              | Forces de sécurité du Kosovo                                |
| Ossétie du Sud-Alanie                                                                               | Forces armées d'Ossétie du Sud                              |
| Palestine                                                                                           | Forces de sécurité palestiniennes                           |
| République arabe sahraouie démocratique                                                             | Front Polisario                                             |
| Transnistrie                                                                                        | Forces armées transnistriennes                              |